# Franz Strahammer

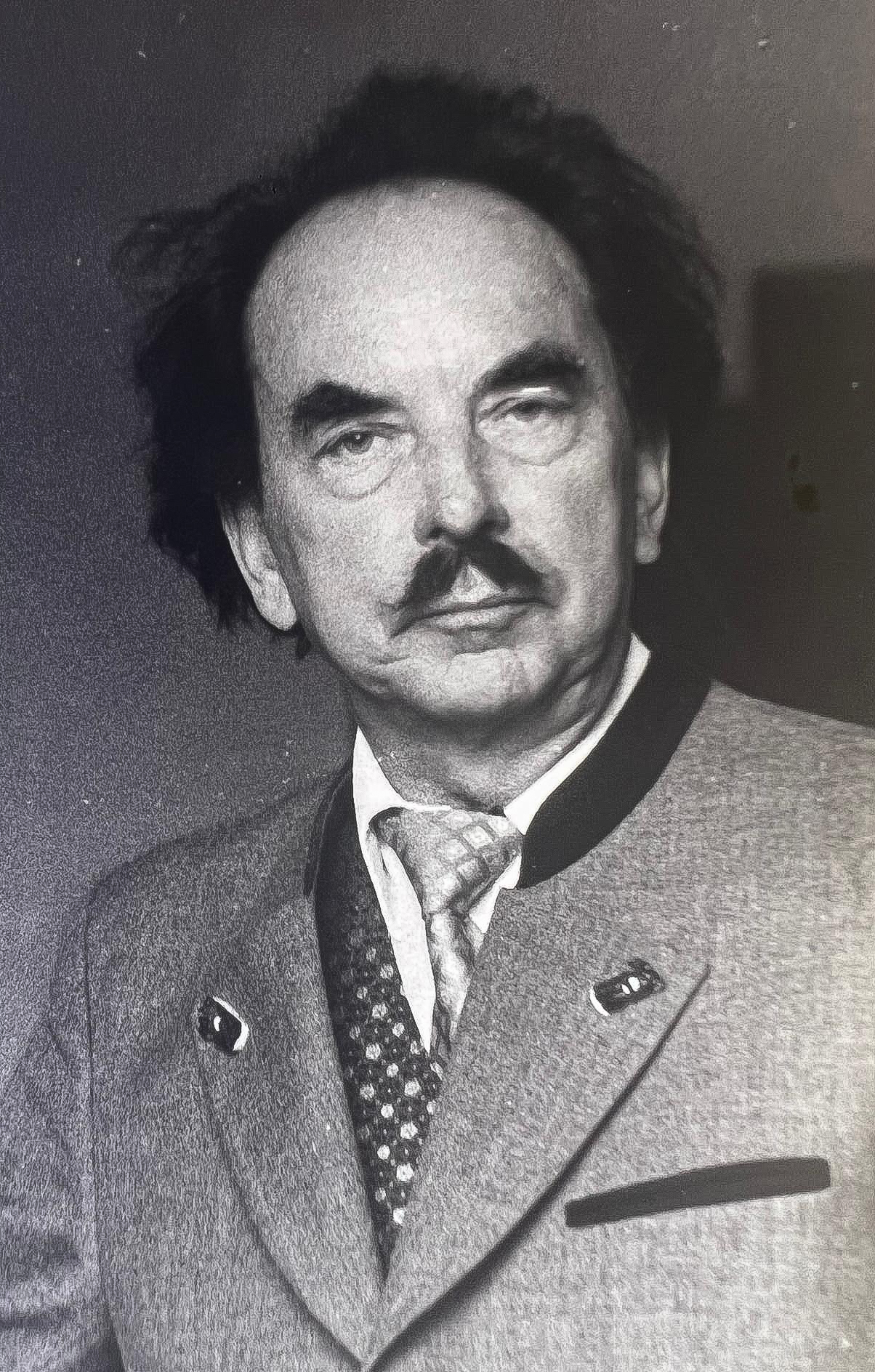
Franz Strahammer

Franz Strahammer (* 19. Mai 1912 in Wien; † 7. Mai 1995 in Linz) war ein österreichischer Bildhauer.

## Leben
Strahammer war als Lehrer am Bundesrealgymnasium Wels Brucknerstraße und an der K.k. Staats-Realschule in Linz tätig. Er widmete nach dem Anschluss Österreichs der Linzer Realschule ein Bildnis Adolf Hitlers und fertigte 1951 zu deren 100-Jahr-Feier eine Büste Adalbert Stifters, des Schulgründers, die am 23. Juni 1951 aufgestellt wurde.
Er war möglicherweise der Sohn des in Gösting geborenen Franz Strahammer (23. März 1881 – 25. April 1957) und dessen 1910 geheirateten Frau Elisabeth (geborene Gallee), die in Wien eine Gastwirtschaft betrieben oder der Sohn des Rechtsanwalts Franz Strahammer, der 1920 eine Schwester des katholischen Pastoraltheologe Heinrich Swoboda (28. Juni 1861 – 7. Mai 1923) heiratete.

## Werke (Auswahl)
Büsten
- 1951: Bronzebüste zum k. k. Schulrat Adalbert Stifter im Bundesrealgymnasium Linz Fadingerstraße[4]
- 1956: Bürgermeister Ernst Koref auf einem Sockel des Metallplastikers Helmuth Gsöllpointner in der Dr.-Ernst-Koref-Schule in Linz[4]
- 1956: Bürgermeister Theodor Grill (Theodor-Grill-Schule Linz)
- 1956: Büste Heinrich Swoboda im Arkadenhof der Universität Wien[5]
- 1962: Direktor Moser im Bundes-Realgymnasium Fadingerstraße, Brunnenfigur (Knabe) für Wels 1972, Bruckner-Büste, aufgestellt neben dem Brucknerhaus, 1970.
- 1970: Anton Bruckner im Donaupark in Linz[4][6]
- 1987: Kaiser Maximilian I. Spielplatz im Burggarten der Burg Wels
- 1990: Heinrich Gleißner am Aubrunnerweg Nr. 4 in Linz[4]

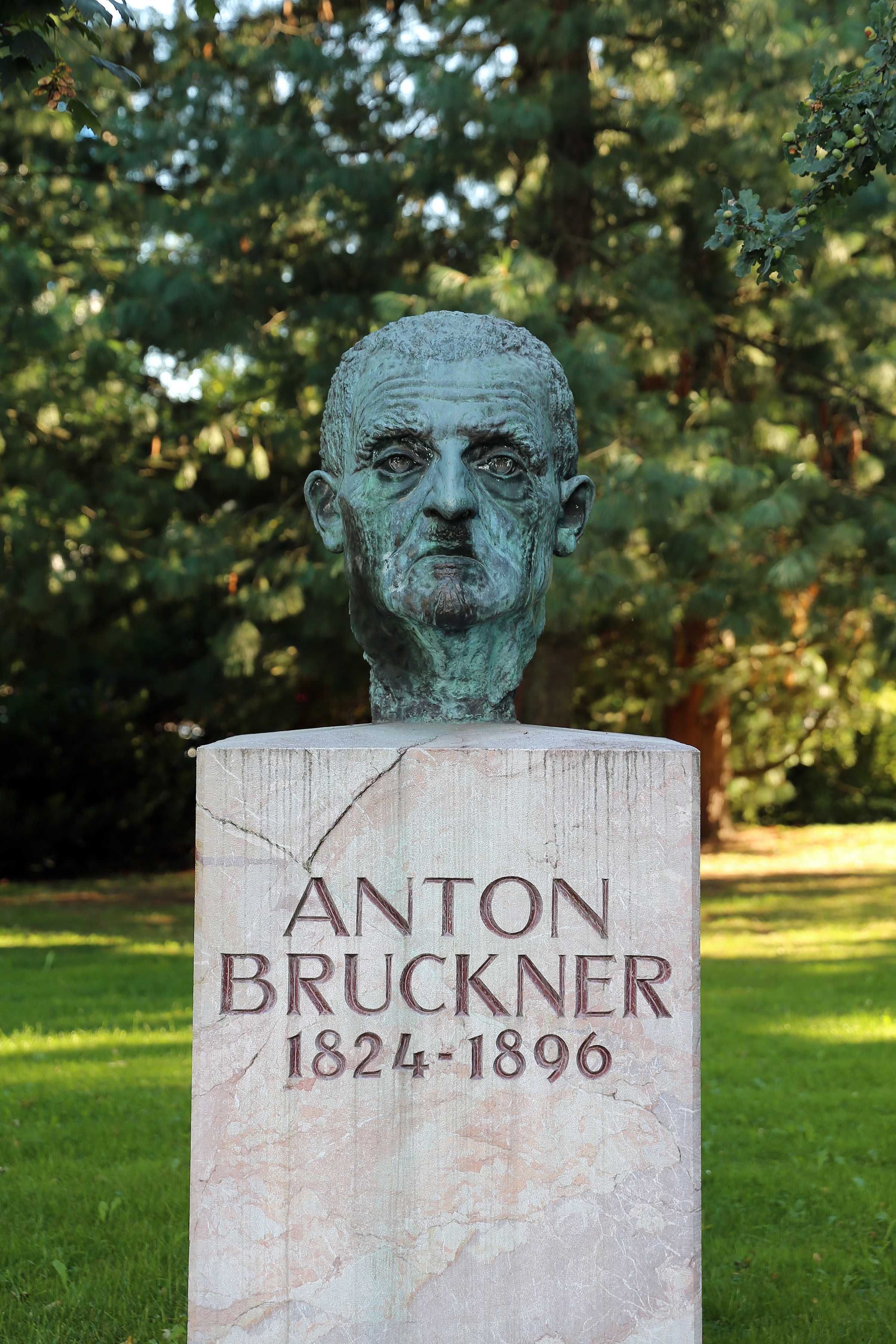
Büste im Linzer Donaupark
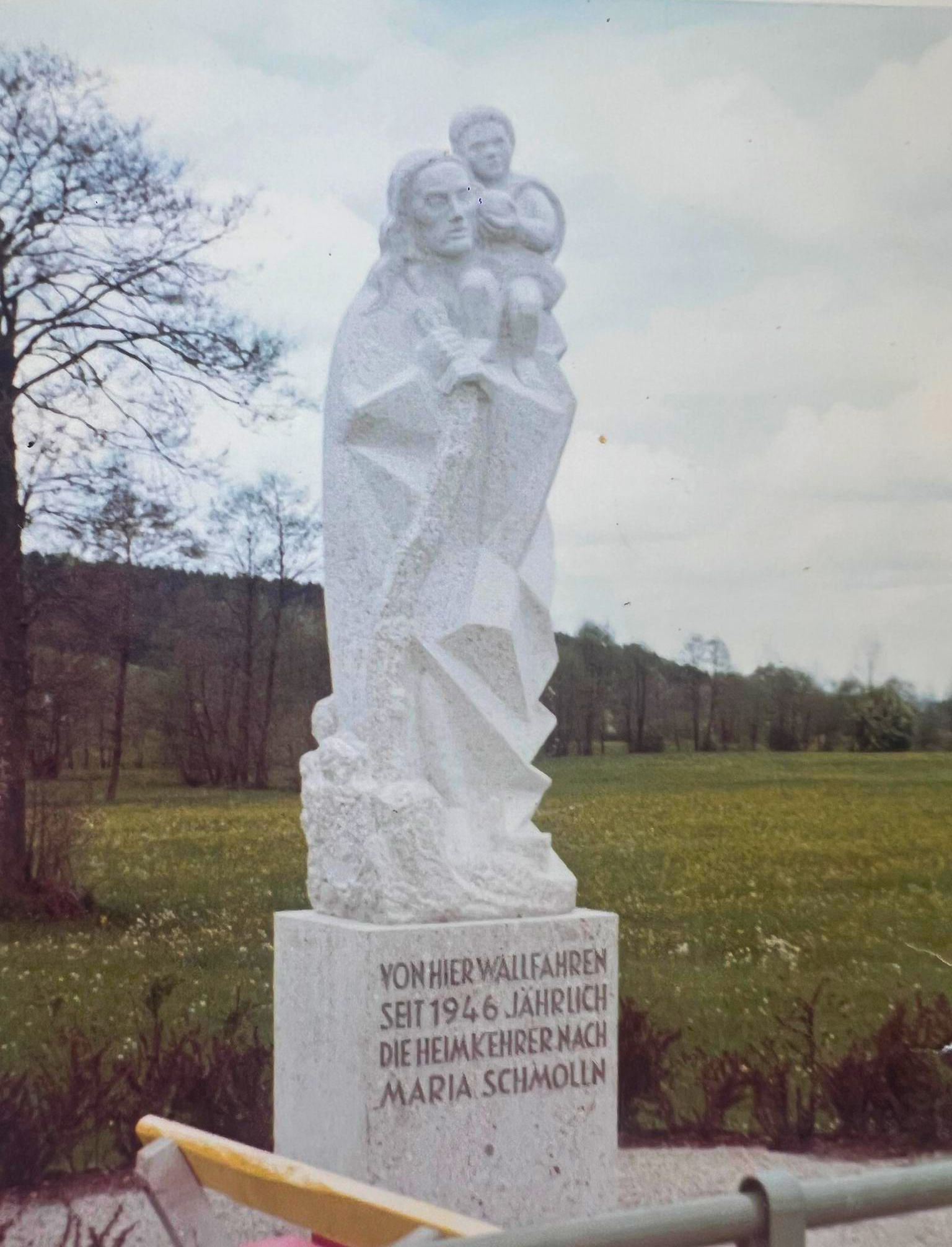
Christophorus Statue
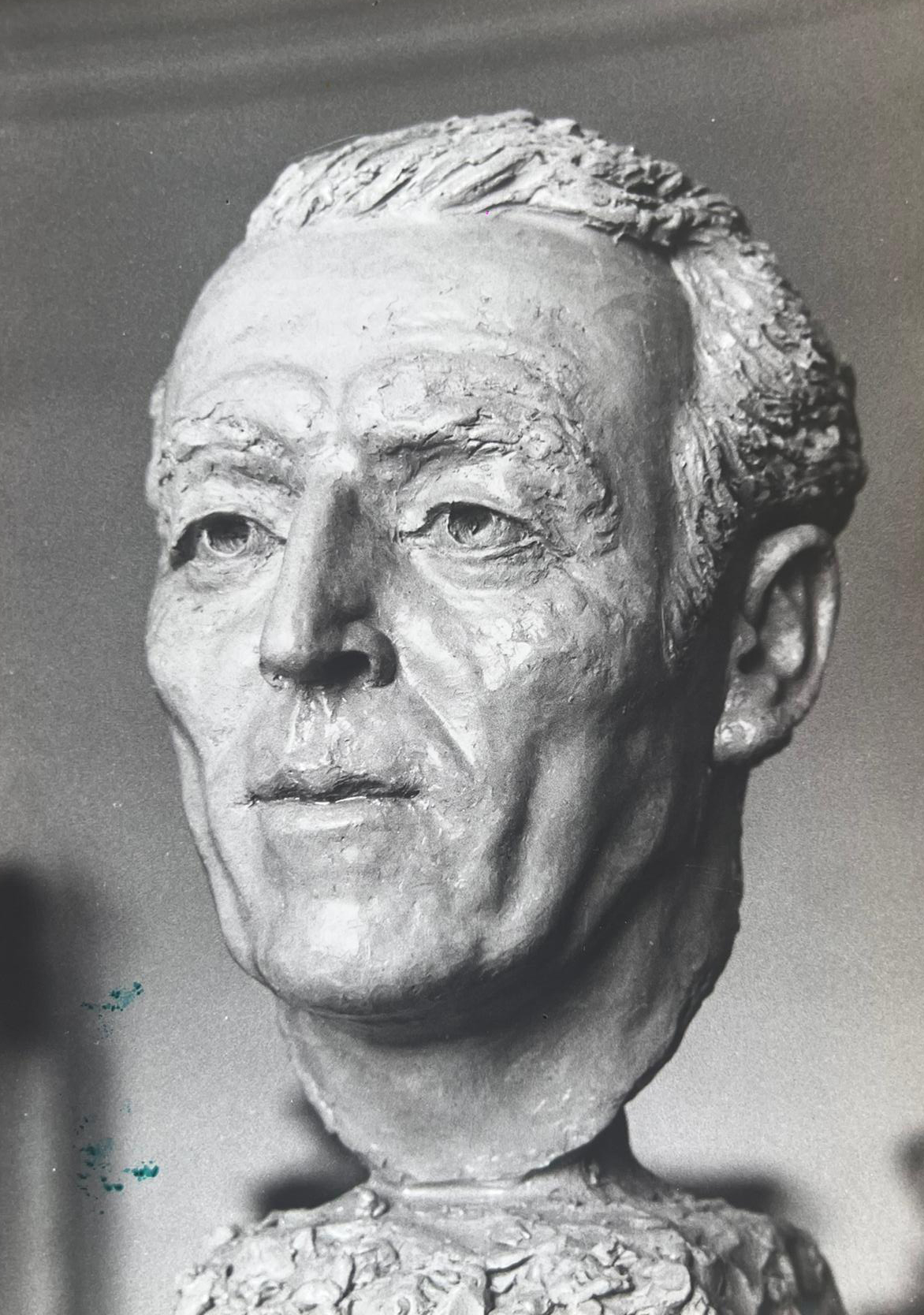
Büste von Erwin Wenzl
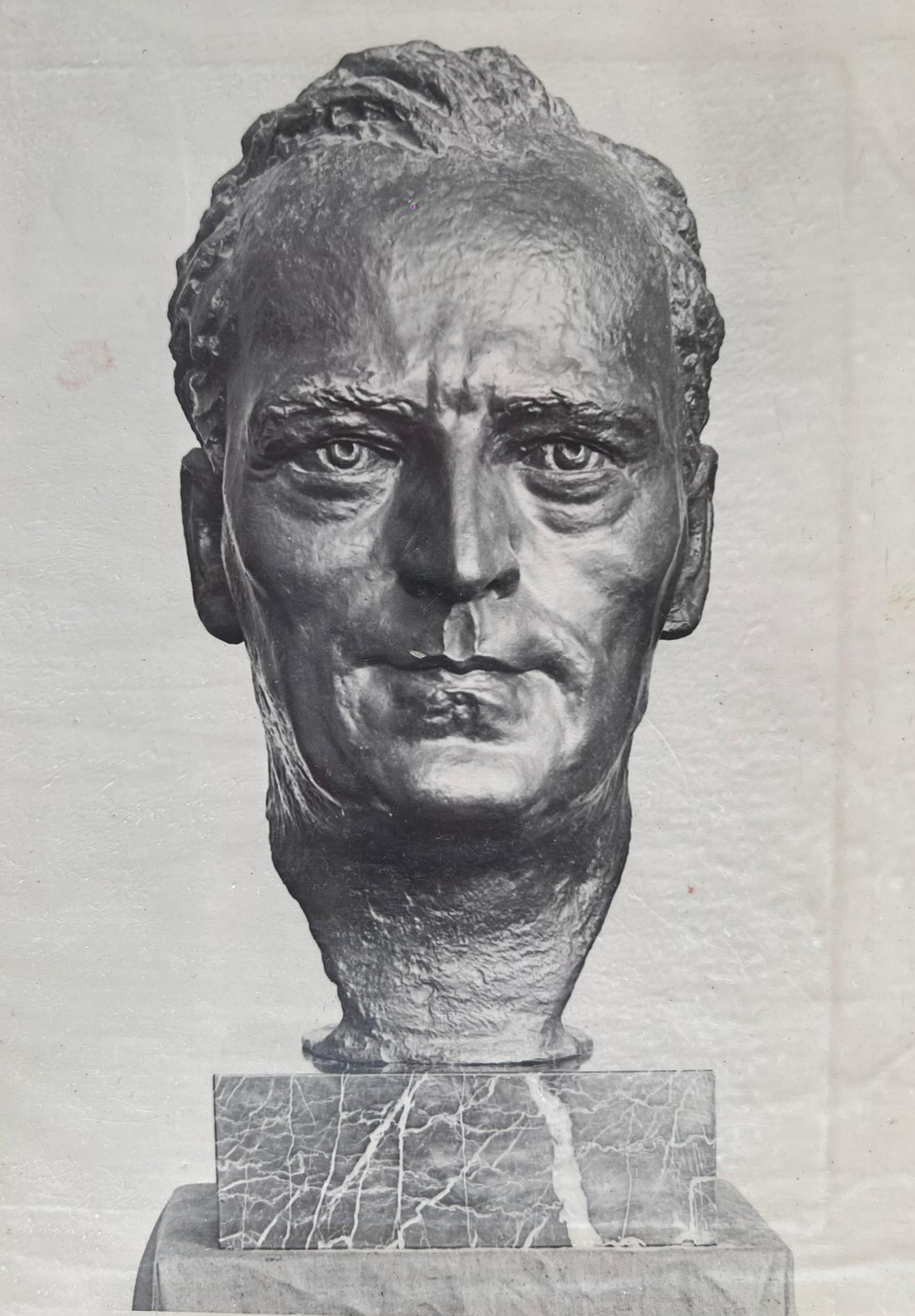
Büste von Heinrich Gleißner
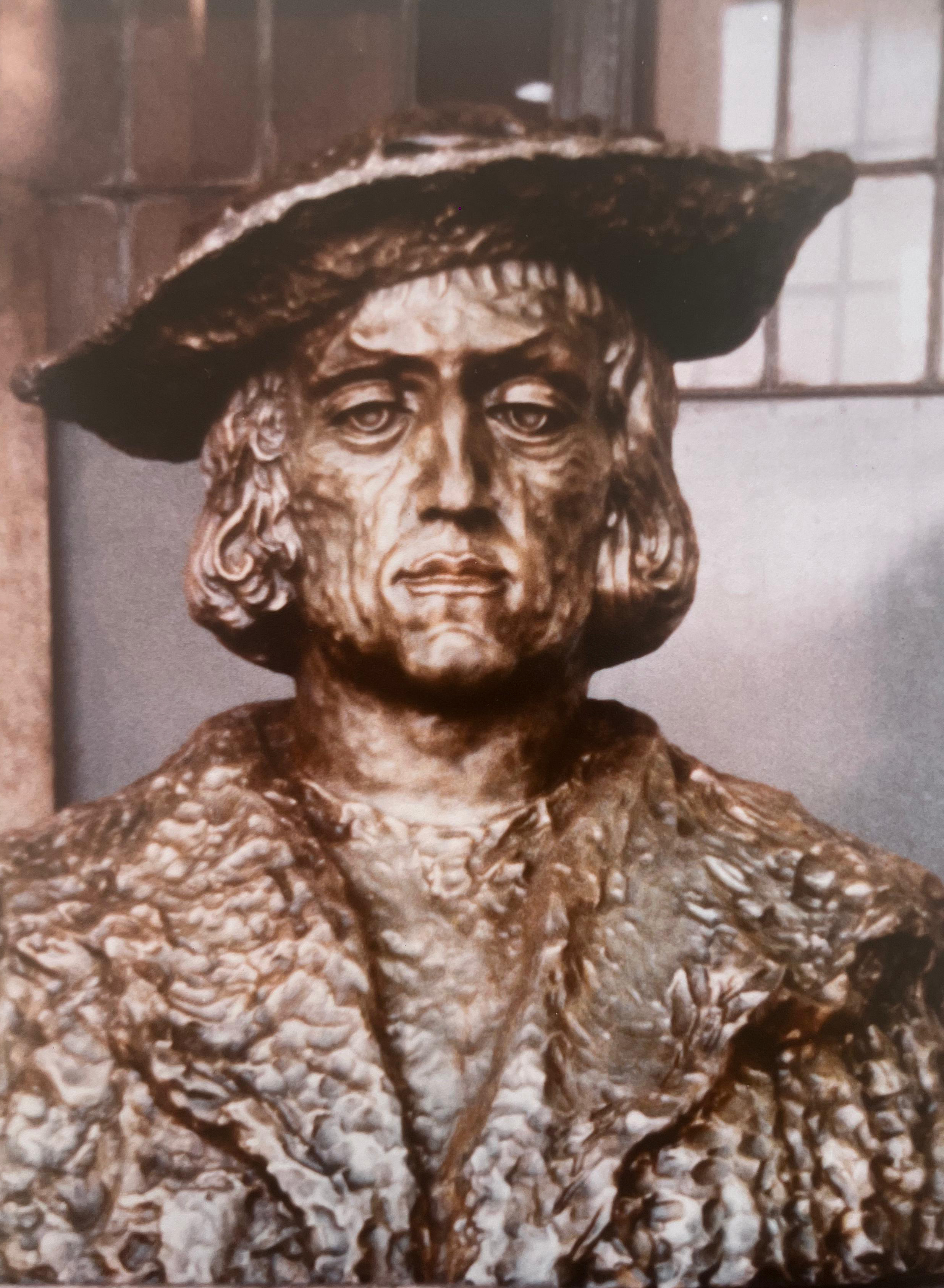
Kaiser Maximilian Büste
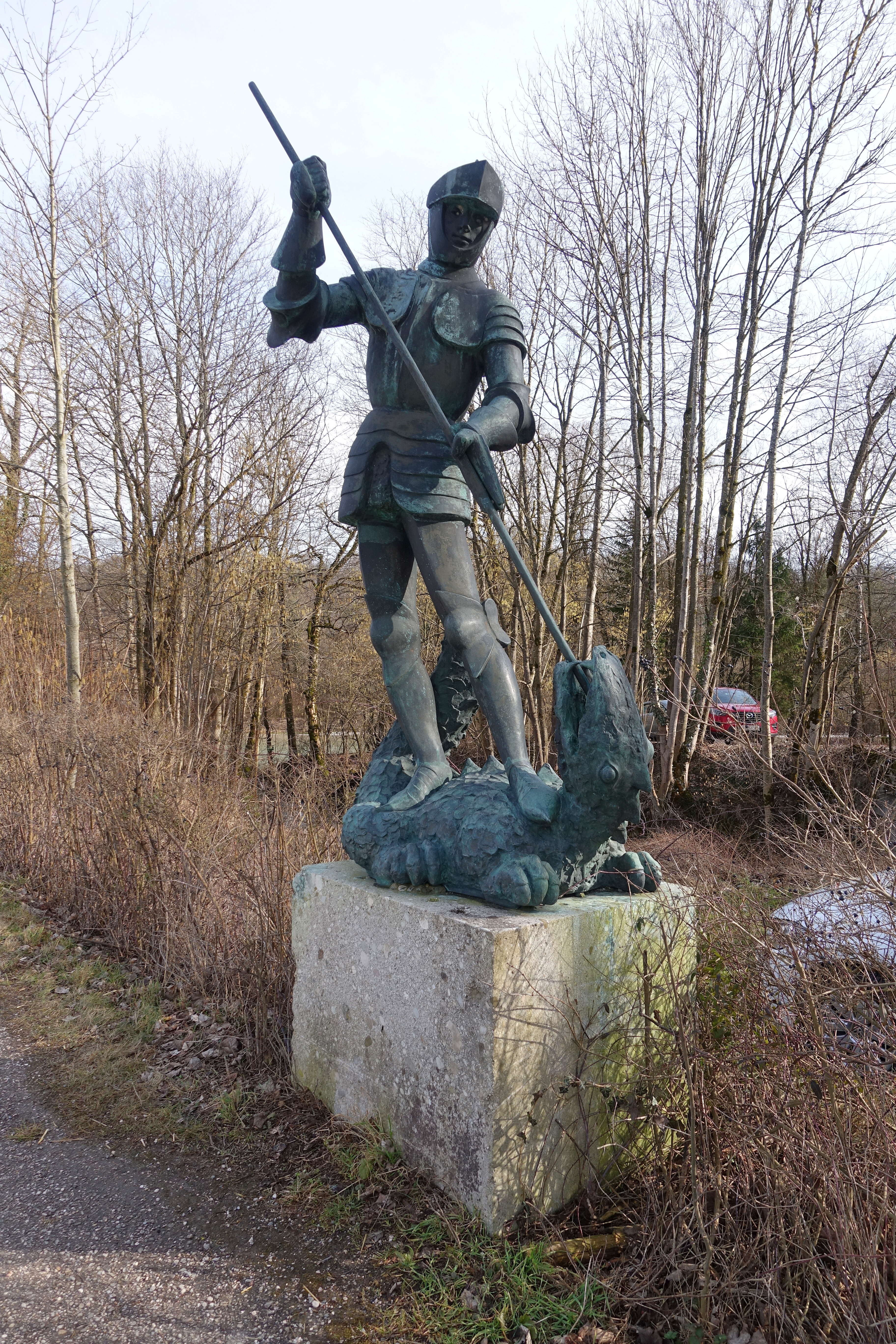
Georgstatue in Bad Wimsbach-Neydharting

Statuen/Statuetten
- Georgstatue an der Brücke über die Alm in Bad Wimsbach-Neydharting
- 1987: Bronzefigur einer nackten Frau, Park im Innenhof des Theaters Kornspeicher Wels[7]

Gemälde
- Adolf Hitler (1938)

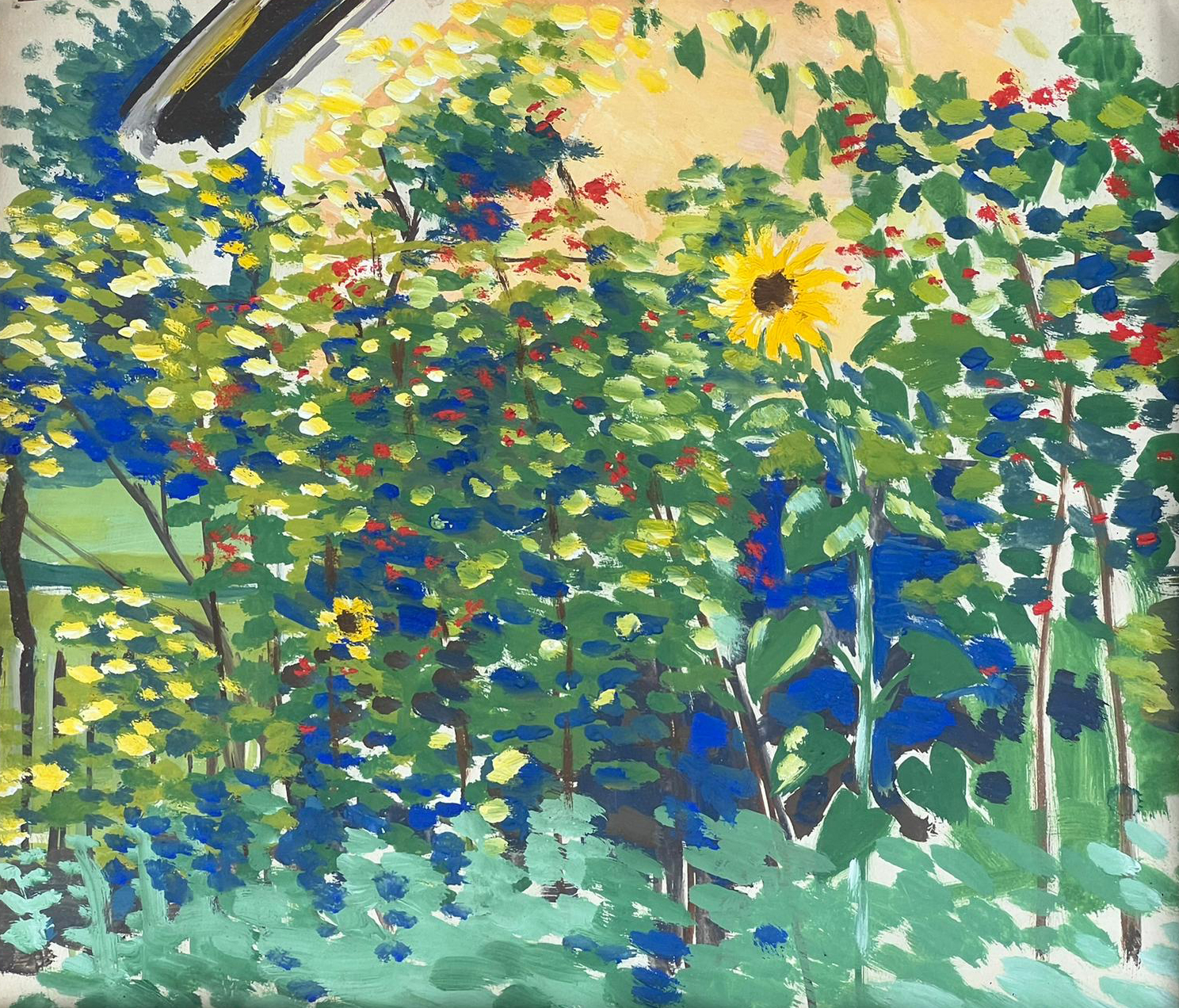
Natur
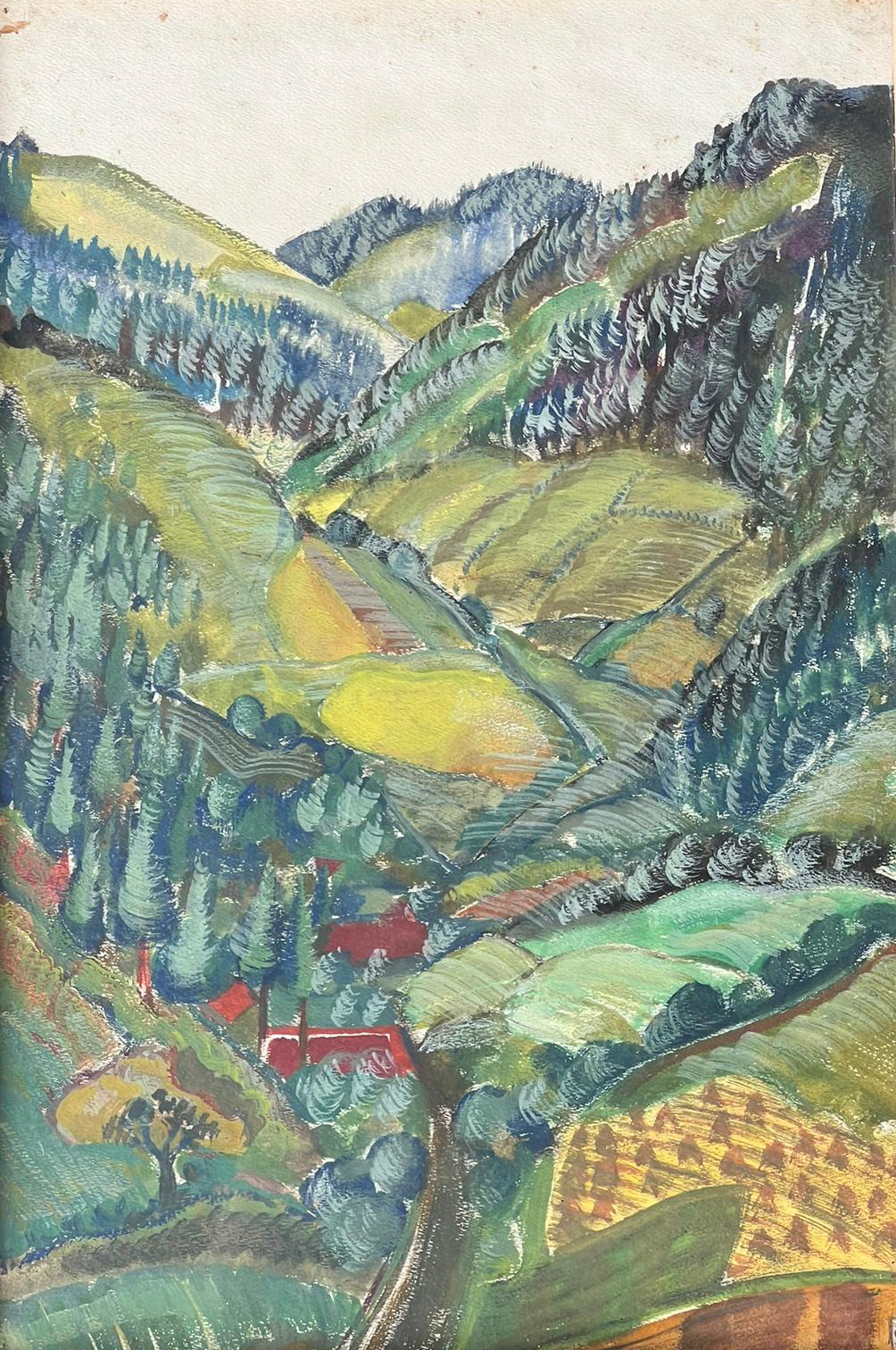
Landschaft
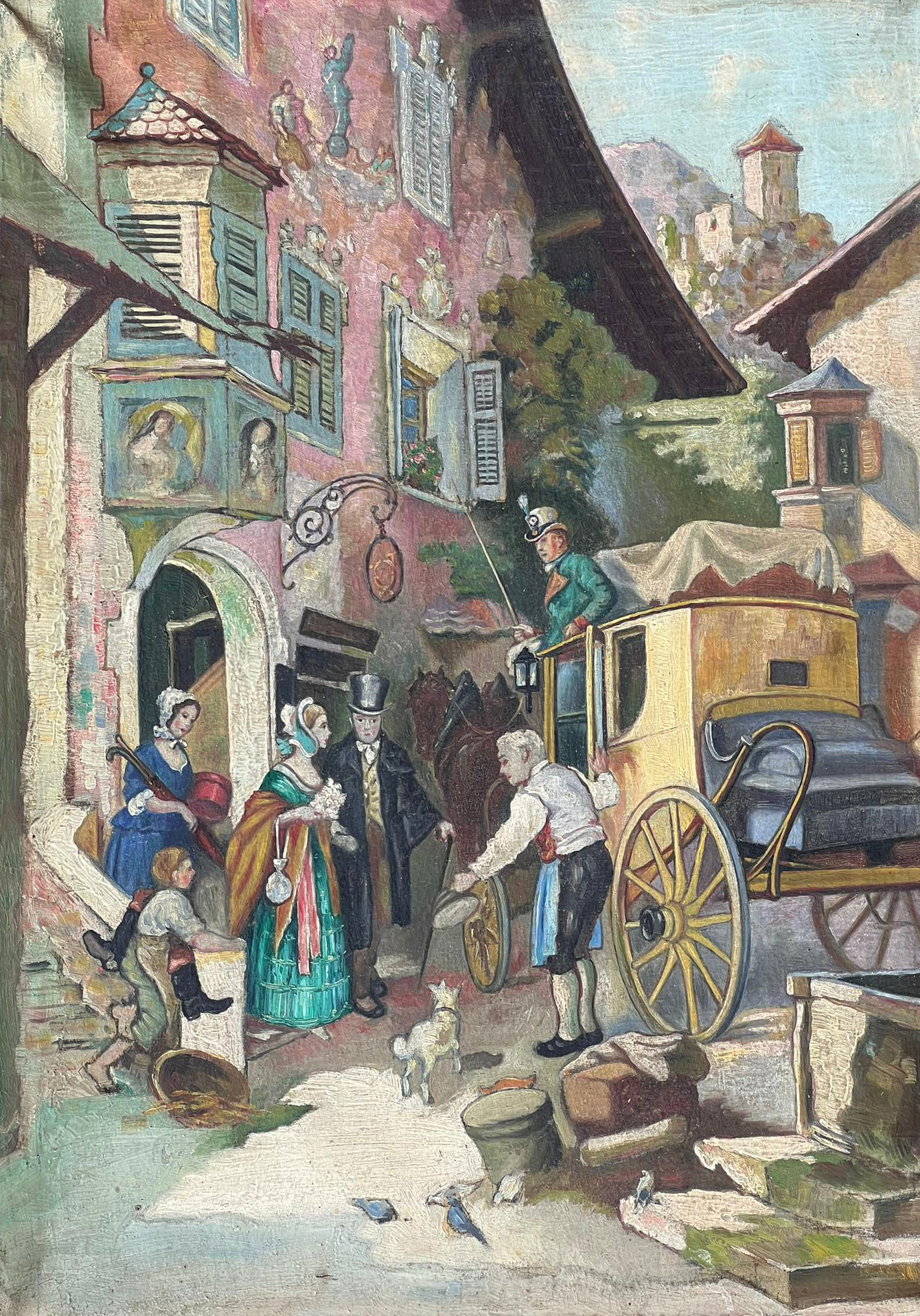
Hochzeit

- Natur
- Landschaft
- Hochzeit